# Émile Levassor

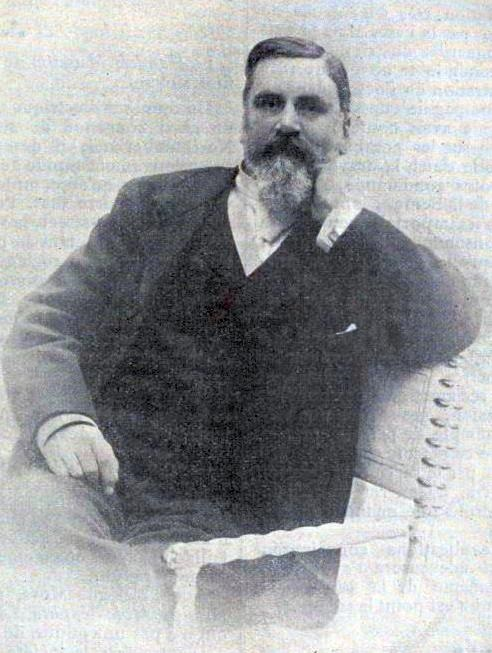
Émile Levassor

Émile Constant Levassor (Marolles-en-Hurepoix, 21 januari 1843 – Parijs, 14 april 1897) was een Frans ingenieur. Hij was een pionier in de automobielindustrie en ontwikkelde de standaardconfiguratie van de auto.
Na zijn studie aan de École centrale Paris werkte Levassor in eerste instantie in België bij Cockerill. Toen zijn studiegenoot René Panhard een beroep op hem deed keerde Levassor terug naar Frankrijk om bij Perin, Panhard & Cie te werken, een bedrijf dat machines bouwde voor de houtbewerking. Na het overlijden van Jules Perin in 1886 werd het bedrijf hernoemd tot Panhard-Levassor. Het assortiment werd uitgebreid met zaagmachines en gasmotoren. Via de Belgische industrieel Edouard Sarazin kreeg Levassoren licentie om in Frankrijk motoren van Daimler te mogen bouwen. In 1889 presenteerde Panhard-Levassor hun eerste automodel op de Wereldtentoonstelling in Parijs.
In 1891 toonde Levassor een nieuw type auto. Tot dan toe was het gebruikelijk dat de motor zich onder de bestuurder bevond, maar Levassor had de Daimler-motor aan de voorzijde van de auto geplaatst. Tevens had hij een versnellingsbak met koppeling ontwikkeld die de gebruikelijke riemaandrijving verving. Met dit ontwerp had Levassor de standaardconfiguratie van de auto bepaald. Het eerste model werd in 1892 verkocht.
In 1895 won Levassor met de Panhard Phénix de autoracewedstrijd Parijs - Bordeaux - Parijs, waarmee hij de kwaliteit van zijn ontwerp aantoonde.
Levassor was sinds 1887 getrouwd met Louise Sarazin, de weduwe van Edouard Sarazin. Tijdens de race Parijs - Marseille - Parijs in 1896 kreeg hij op 27 september een auto-ongeluk. Hij herstelde hier nooit geheel van en overleed zeven maanden later op 54-jarige leeftijd.